# Montgomery Scott

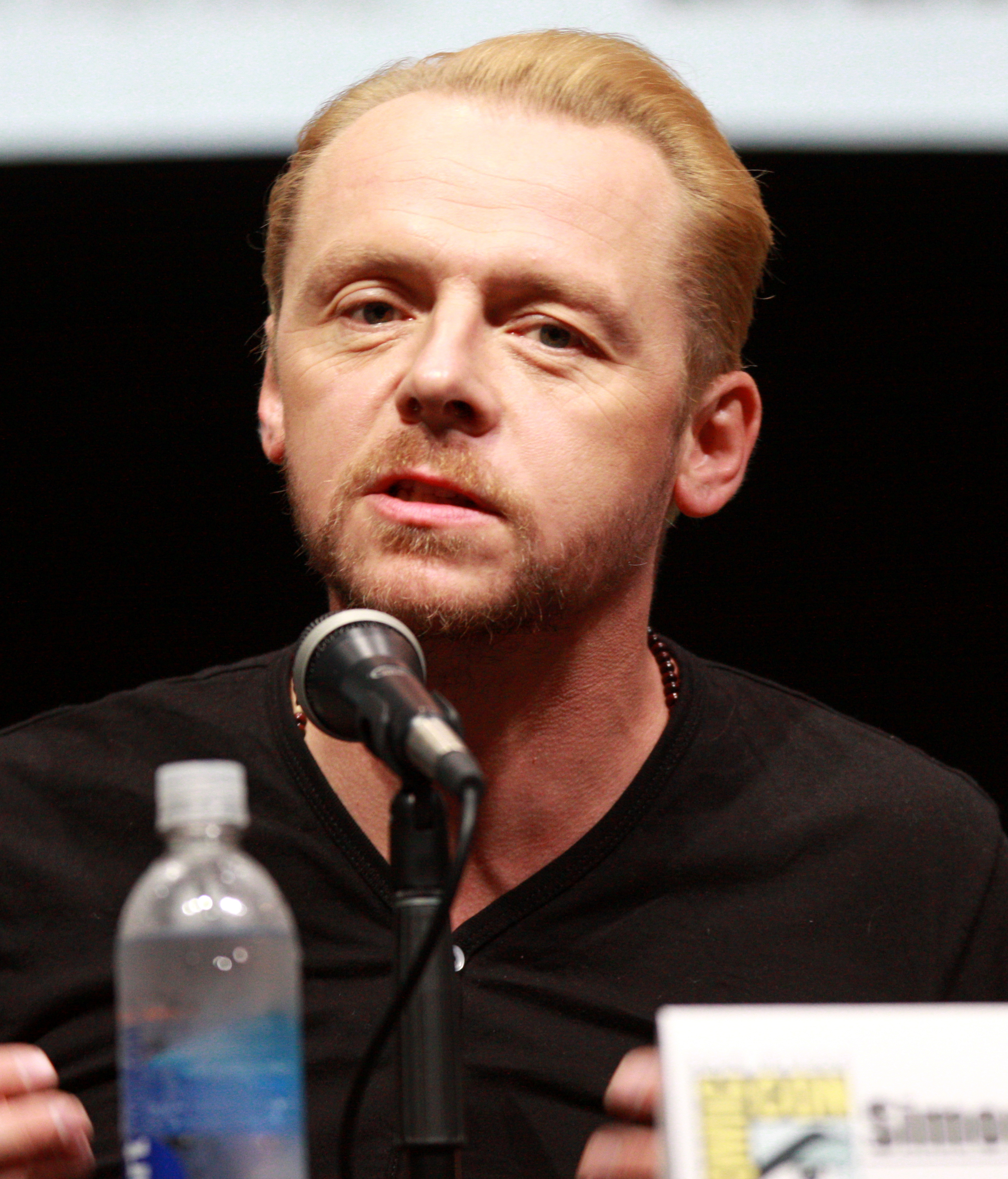
Simon Pegg, druhý představitel Montgomeryho Scotta

Montgomery Scott (přezdívaný „Scotty“) je fiktivní postava ze sci-fi světa Star Treku. Působí jako šéfinženýr na hvězdné lodi USS Enterprise.
Prvním představitelem Montgomeryho Scotta byl James Doohan, který jej hrál v původním seriálu Star Trek (1966–1969). Roli si zopakoval i ve stejnojmenné animovaném seriálu z let 1973–1974 a v následujících sedmi hraných celovečerních snímcích (do roku 1994). Hostoval také v díle „Host“ seriálu Star Trek: Nová generace (1992). Záběry z nejstaršího seriálu byly rozsáhle použity i v díle „Další trable s tribbly“ (1996) seriálu Star Trek: Stanice Deep Space Nine. V rebootové filmové sérii hraje Scotta od roku 2009 Simon Pegg.

## Životopis
Scotty se narodil ve Skotsku roku 2222 a proto v originálním znění původního seriálu má skotský přízvuk. Na lodi USS Enterprise zastával funkci druhého důstojníka a vrchního inženýra. Jeho hlavním pracovním prostředím tedy byla strojovna lodi, ale v nepřítomnosti kapitána Kirka a prvního důstojníka Spocka velel několikrát lodi sám.
Ve filmu Star Trek III: Pátrání po Spockovi je Montgomery Scott povýšen na kapitána, avšak sabotuje svou loď Excelsior, aby se mohl připojit k posádce Enterprise a společně s kapitánem Kirkem najít Spocka.
Jak ve standardních událostech, tak v paralelní realitě filmu Star Trek (2009) vystupuje Scotty jako nadšenec pro nové technologie a nečiní mu nejmenší potíže se sžít s lodí. V průběhu seriálové a filmové řady Enterprise mnohokrát pomohl vyřešit technické potíže s energií, fazery, motory, warp pohonem apod.
Převážně v původním seriálu jde o hrdého Skota, který na svou zem a čest nedá dopustit. Jeho oblíbeným alkoholickým nápojem je samozřejmě skotská whisky a občas tráví volné chvíle hraním na dudy.

## Vývoj postavy
Doohana pro roli hlavního technika hvězdné lodi navrhl režisér druhého pilotního dílu „Kam se dosud člověk nevydal“ James Goldstone. Doohana znal již z dřívější spolupráce. Naproti tomu byl proti sám tvůrce Star Treku Gene Roddenberry, který Doohanovi zaslal dopis „Nemyslíme si, že bychom v sérii potřebovali technika“. Doohanův agent však byl neústupný a tak se postava Scottyho v seriálu nakonec objevila.
Doohan si zkoušel různé akcenty a nakonec vybral skotské, protože se domníval, že právě ve Skotsku jsou nejlepší technici. Sám pak vybral jméno Montgomery podle svého otce.